# جواز سفر إكوادوري
يصدر جواز السفر الإكوادوري لمواطني الإكوادور للسفر الدولي. يصدر الجواز من قبل مجموعة دول الانديز. عادة يصدر جواز سفر الاكوادوري لمدة 10 سنوات.